# Mahamalar
Mahamalar (awarisch Махамалросу) ist ein Dorf und eine Gemeinde im aserbaidschanischen  Rayon Balakən. Der Ort hat 4752 Einwohner. Die Gemeinde besteht aus den Dörfern Mahamalar und Solban. Das Dorf wird mehrheitlich von Awaren bewohnt und awarisch ist hier üblich. 